# 顺龙乡
顺龙乡，是中华人民共和国四川省眉山市丹棱县下辖的一个乡镇级行政单位。

## 行政区划
顺龙乡下辖以下地区：
虎皮村、幸福村、青云村、官厅村、柏木村和万坪村。